# República coroada
O termo república coroada (em inglês: crowned republic) refere-se a uma monarquia constitucional em que o papel do monarca é, em maior parte, cerimonial (simbólico) e todas as prerrogativas reais são prescritas pelo costume ou pela lei, de modo que o poder de decisão do monarca sobre questões governamentais e constitucionais é bastante limitado. O termo já foi usado informalmente para descrever governos de várias monarquias pelo mundo.

## Definição
Sendo um termo informal, "república coroada" não possui uma definição concreta e a diferença precisa entre uma monarquia constitucional e uma "república coroada" permanece vaga. Diferentes indivíduos já descreveram diversos Estados como tal por diferentes motivos. O britânico James Bryce, por exemplo, escreveu em 1921: 
 "Por Monarquia eu entendo a Coisa e não o Nome, isto é, não qualquer Estado chefiado por um Rei ou Imperador, mas um Estado em que a vontade do monarca é constantemente efetiva e, em último caso, um fator predominante do governo. Assim, embora uma monarquia tal como a da Noruega seja realmente uma República Coroada, e de fato uma república democrática, monarquia foi a Rússia antes de 1917, e a Turquia em 1905, e em menor grau a Alemanha e a Monarquia Austro-Húngara até 1918, uma força apreciável na condução de afazeres".

Alguns, por exemplo, já se referiram à Austrália como uma república coroada. O Comitê Consultivo da República afirmou que a Austrália é "um Estado cuja soberania reside em seu povo e em que todos os postos públicos, exceto aqueles bem no topo do sistema, são ocupados por pessoas que derivam sua autoridade direta ou indiretamente do povo", portanto "seria apropriado considerar a Austrália uma república coroada".
O novelista e ensaísta H. G. Wells (1866-1946) usou o termo em referência ao Reino Unido,[ligação inativa] bem como Alfred Tennyson em 1873 num epílogo de Idylls of the King.
No Reino da Grécia, o termo Βασιλευομένη Δημοκρατία (Vasilevoméni Dimokratía, literalmente democracia coroada ou república coroada) tornou-se popular depois da revolução de 23 de outubro de 1862, a qual resultou na introdução da Constituição de 1864. A Constituição de 1952 consagrou o termo na lei ao declarar que a forma de governo é uma "república coroada".

## Países considerados repúblicas coroadas
Países do mundo atual que já foram chamados de repúblicas coroadas ou cujas Constituições definem o poder do monarca, explicitamente, como cerimonial:
- Reino Unido[5][6]
- Austrália[2][3][4]
- Suécia – O monarca sueco não é mais vestido, em absoluto, de quaisquer poderes executivos nominais em respeito ao governo do reino, mas continua a servir como um chefe de Estado estritamente cerimonial.[9]
- Japão – O papel do Imperador é cerimonial e ele não dispõe de poderes relacionados ao governo.[10]